# Кофанов, Сергей Анатольевич
Сергей Анатольевич Кофа́нов (род. 6 мая 1978, Екатеринбург, СССР) — российский альпинист, мастер спорта России, чемпион России по альпинизму, самый молодой российский восходитель на Джомолунгму (в 28 лет).

## Достижения
Обладатель ведущих мировых наград в альпинизме:
- американской премии Golden Piton .
- европейской Grolla d`Or за лучшее восхождение 2007 г. (в. Жанну 7710 м, Непал, в двойке с В. Бабановым)

Участвует в проектах «7 Вершин» (восхождения на высшие точки всех континентов — на данный момент самый молодой из россиян, завершивших этот проект, рекордсмен по скорости завершения — менее 3-х лет), «7 Вулканов» (восхождения на высшие вулканы всех континентов) и «Снежный Барс» (восхождение на все семитысячники бывшего СССР).
В мае 2006 года принимал участие в спасательных работах Линкольна Холла (англ. Lincoln Hall, Австралия), которого шерпы сочли мёртвым и оставили на высоте 8700 м. Является участником книги Холла Dead Lucky, ставшей бестселлером в своей категории.
В мае 2007 года на Эвересте спас жизнь потерявшегося и умиравшего итальянского альпиниста Марко Эписа (итал. Marco Epis), протащив его волоком 9 часов с высоты 8300 метров до палаточного лагеря — первый случай в истории спасательных операций на Эвересте, когда умирающего удалось спустить с такой высоты силами одного человека  (недоступная ссылка). Участник телевизионных передач, посвящённых этой операции, на каналах «Вести» Россия, итальянского RAI-TV и английского Discovery Channel.

### Спортивные успехи
2000 г. В составе сборной Свердловской области в качестве участника стал Чемпионом России в очных соревнованиях по альпинизму в снежно-ледовом классе (Безенги, Кавказ).
2001 г. В составе сборной Свердловской области в качестве участника стал бронзовым призёром Чемпионата России по альпинизму в очных соревнованиях в скальном классе (Саяны). Пройдено два новых маршрута 6А кат. сл. на пик Звёздный и пик Зуб Дракона. Выполнил норматив Мастера Спорта России.
2002 г. В составе команды города Санкт-Петербурга в качестве участника стал серебряным призёром Чемпионата России по альпинизму в заочном классе первопрохождений (Приполярный Урал). Пройден новый маршрут 6А кат. сл. на пик Сабля. В составе сборной Свердловской области в качестве участника на Чемпионате России в очных соревнованиях в скальном классе совершил второе прохождение самого сложного на тот момент маршрута (маршрут Воронина) на стене в Ерыдаг (Дагестан).

В рамках Чемпионата России в заочном зимнем классе (Безенги) в составе команды Санкт-Петербурга в качестве участника прошёл новый маршрут 5Б кат. сл. на стене пика Ак-Кая. В этом же году совершил восхождение на пик Ленина (7134 м). Попытка пройти новый маршрут на пик Конгур (7719 м, Китай) — восхождение было прекращено на высоте 7000 м из-за болезни участника.
2004 г. В составе сборной Свердловской области в качестве капитана и руководителя стал бронзовым призёром Чемпионата России по альпинизму в заочном классе первопрохождений (Приполярный Урал). Пройден новый маршрут 6А кат. сл. на пик Сабля. Зимняя попытка на Ак-Су по маршруту Чаплинского 6Б кат. сл. (до «креста»). Совершил восхождения на высшие точки Австралии и Японии — вершины Костюшко и Фудзияма.

2005 г. В составе сборной Свердловской Области в качестве «играющего» тренера стал серебряным призёром Чемпионата России в заочном техническом классе (Ерыдаг, Дагестан). Было совершено первое зимнее прохождение маршрута Ефимова ED/6C/A3/1300m.
В 2005 году в качестве гида компании «АльпИндустрия» совершил восхождения на высшие пики Северной Америки и Африки Денали (6195 м) и Килиманджаро (5895 м), а также сходил на пик Корженевской (7105 м, Памир).
2006 г. В качестве гида совершил восхождение на вершину Джомолунгмы (8848 м) со стороны Тибета, в качестве гида и руководителя экспедиции компании «АльпИндустрия» поднялся на высшую вершину Европы Эльбрус
(5642 м), также на пик Коммунизма (7495 м, Памир) и дважды на Килиманджаро.
2007 г. В качестве гида и руководителя экспедиции совершал восхождения в горах Эквадора, а также в Аргентине на высшую точку Южной Америки — пик Аконкагуа. Вторично поднялся на Джомолунгму. Через час после начала спуска с вершины Эвереста на высоте 8300 м обнаружил терпящего бедствие итальянского альпиниста, которого бросила его группа, и помог ему спуститься до ABC (Advanced Base Camp 6300 м). В четвёртый раз поднялся на Килиманджаро. В августе вторично взошёл на пик Корженевской (7105 м), а в октябре в двойке с В. Бабановым прошёл новый маршрут высшей категории трудности на пик Жанну (7771 м, Непал), который впоследствии был признан ведущим мировым достижением этого года в альпинизме.
2008 г. В январе сводил группы на пик Косцюшко (Австралия), в феврале на вулканы Котопакси и Чимборасо в Эквадоре. Вместе с В. Бабановым получил ведущие американскую и европейскую премии Golden Piton и Grolla D’Or за лучшее восхождение 2007 г. в альпийском стиле (пик Жанну, Непал). Летом и осенью руководил успешными экспедициями «Альпиндустрия» на Эльбрус (поднялся в пятый раз), Килиманджаро (в седьмой раз), Косцюшко (в третий раз). В ноябре выступил организатором экспедиции высшую точку Океании — Пирамиду Карстенса (4884 м, Папуа). Под его руководством на Карстенз впервые поднялись россиянка и украинский восходитель. В декабре поднялся на высшую точку Антарктиды — Массив Винсон, завершив таким образом проект «7 Вершин» за три с половиной года.
2009 г. Организовал/принял участие в 9 экспедициях — восхождения на Массив Винсона в Антарктиде (вторично), Аконкагуа в Аргентине, Денали на Аляске (вторично), пик Ленина в Кыргызстане (восхождение было прервано из-за участия в спасработах), Килиманджаро (восьмой раз), Эльбрус, Маттерхорн, Брайтхорн и Поллукс в Швейцарских Альпах и на Камчатке. В ноябре впервые пробежал марафон в Нью-Йорке.
2010 г. Восхождение на Ама Даблам (6856 м) в Гималаях в апреле. Июль — экспедиция на Хан-Тенгри (7010 м) — восхождение прервано из-за болезни клиента. Август — восхождение на Арарат (5137 м).
2011 г. В мае руководил экспедицией на Килиманджаро (5895 м, девятое восхождение). 22 мая пробежал Гамбургский марафон за 4 часа 7 мин. Август, вторая неудачная попытка восхождения на Хан-Тенгри (7010 м) .
2013 г. Организовал и возглавил экспедицию на Северное Седло Эвереста в апреле. В мае в рамках международной программы «7 Вершин» поднялся на вершину Мак-Кинли (Северная Америка) в третий раз. Пробежал марафон в Чикаго за 3 часа 12 минут.
С 2014 г. занимается развитием собственного проекта Mountain Planet — геоинформационной социальной сети для горного сообщества.